# ويستلاند ويست منستير
ويستلاند ويست منستير (بالإنجليزية: Westland Westminster)‏ هي مروحية أنتجت في المملكة المتحدة. من صناعة ويستلاند للطائرات. كان أول طيران لها في 15 يونيو 1958.